# إد وارن
إدوارد وارن ميني (ولد في7 سبتمبر 1926) هو محاضر و مؤلف وعالم شياطين وكاتب وأدبي أمريكي كان متزوجاً من لورين وارن حيث كانوا يحققون في علم الخوارق كان مسجل كاثوليكياً وكان راهباً معترف به من قبل الأوساط الكاثوليكية توفي في أغسطس 2006، مونروي، كونيتيكت.

## دمية أنابيل
وفقًا لعائلة وارينز، في عام 1968، ادعى زميلان في الغرفة أن دمية "راجيدي آن" كانت ممسوسة بروح فتاة صغيرة تدعى أنابيل هيغينز. أخذت عائلة وارين الدمية، وأخبرت رفاقها في الغرفة أنه "يتم التلاعب بها من قبل وجود غير إنساني"، وعرضتها في "متحف السحر والغموض" الخاص بالعائلة. ألهمت أسطورة الدمية العديد من الأفلام مثل أنابيل تعود للديار وهي فكرة في العديد من الأفلام الأخرى.